# Signal Hill, Kapstaden
Signal Hill (afrikaans:  Seinheuwel) är en platt ås som är ett kännetecken för Kapstaden på samma sätt som Lion's Head och Taffelberget.
Åsen har också kallats "Lion's Flank" eller "Lion's Rump" för att den tillsammans med Lion's Head påminner om ett liggande lejon.

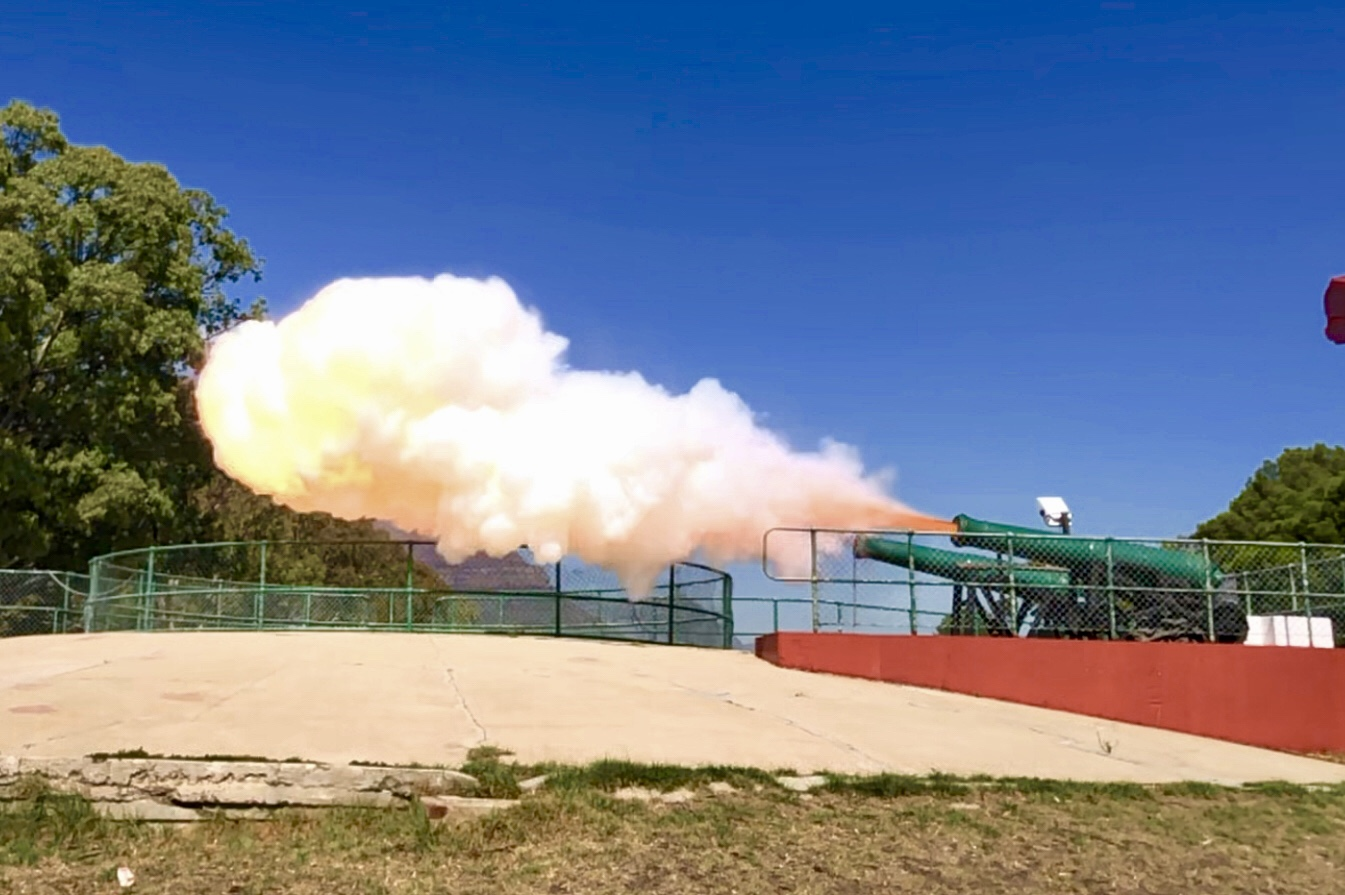
Avfyrning av Noon Gun på Signal Hill.

Signal Hill är känd för den kanon (Noon Gun) som avfyras varje dag klockan 12. Det har också funnits en tidkula på Signal Hill som sjömännen kunde kontrollera och eventuellt justera sina kronometrar efter. Sedan 1934 använder man dock radiosignaler istället. Kanonerna användes tidigare för att varna befolkningen när ett fartyg råkade i sjönöd.
Flaggsignaler användes för att kommunicera med fartygen i bukten och ge instruktioner om ankarplatser och varna för dåligt väder. Fartygen, i sin tur, kunde signalera efter hjälp om de till exempel fick problem med ankaret under en storm.